# 豊橋市公会堂
豊橋市公会堂（とよはししこうかいどう）は、愛知県豊橋市八町通2丁目にある市立の公会堂。式典や講演会等、各種イベントに利用されている。
国の登録有形文化財。

## 概要

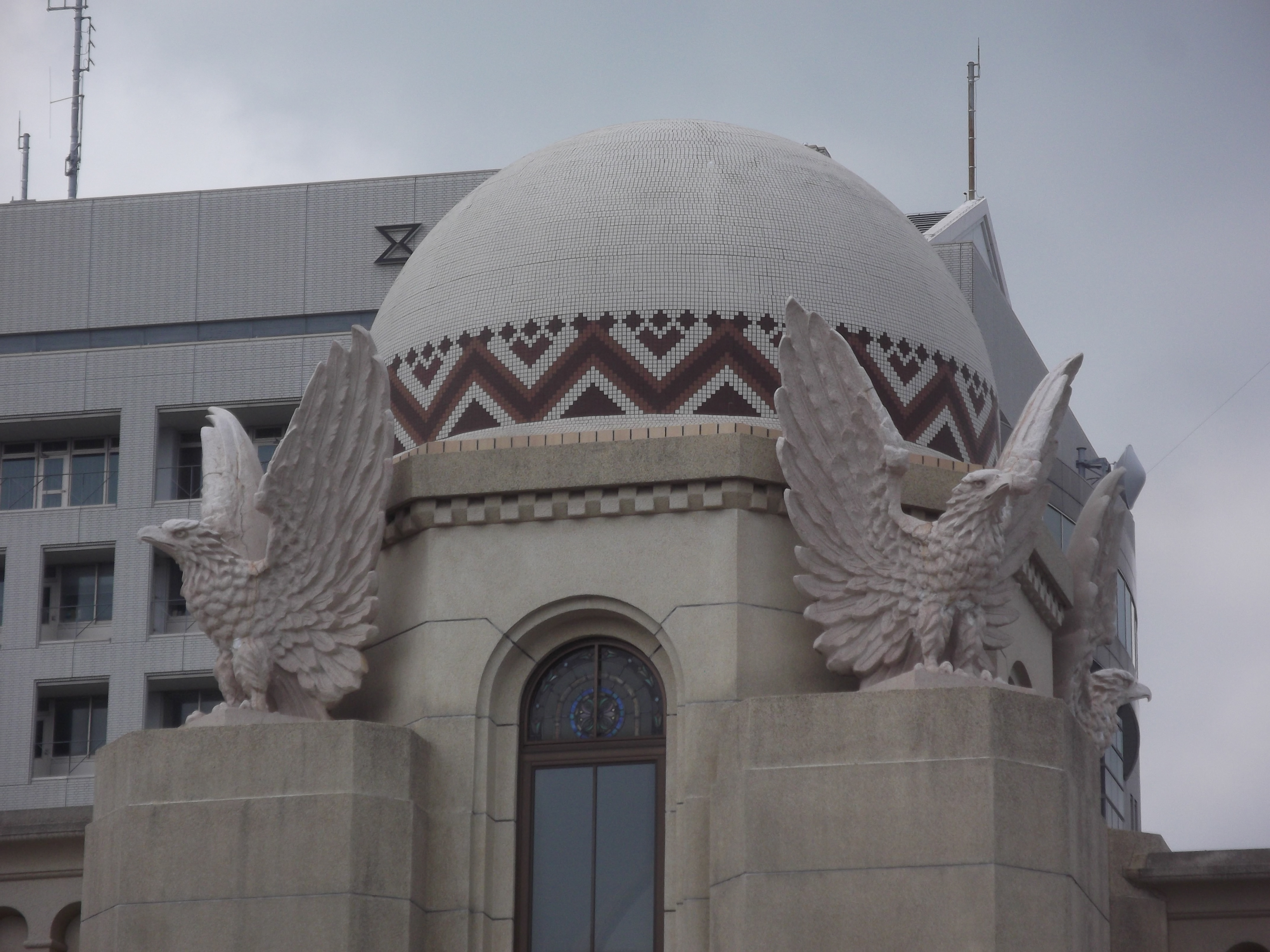
ドーム部分のアップ。背後は豊橋市役所。

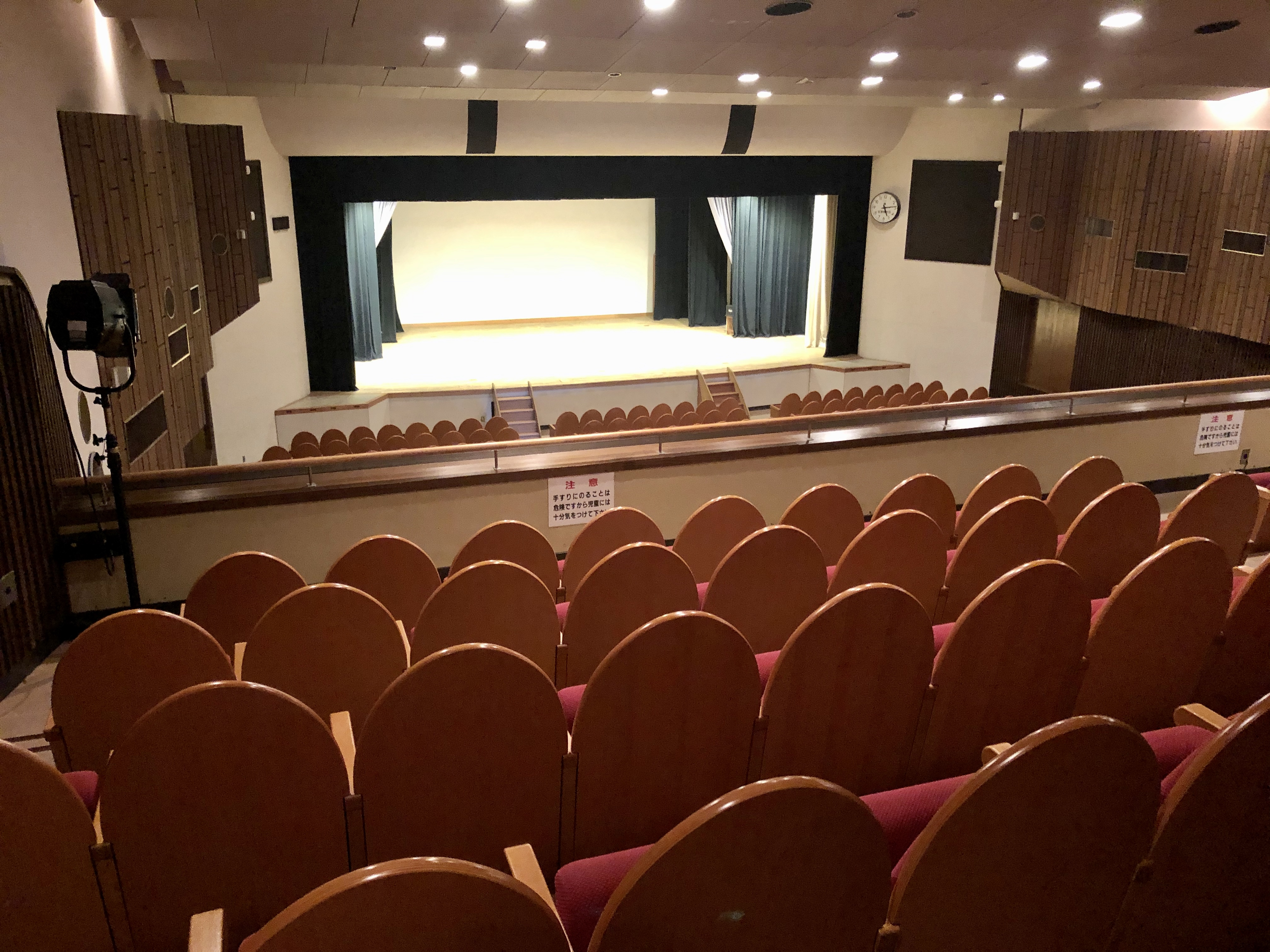
客席

大正デモクラシーの最中に豊橋市でも公会堂建設を望む声が上がり、1922年（大正11年）に建設案が市議会に提出される。1930年（昭和5年）に中村與資平の設計で建設が開始され、翌1931年（昭和6年）に竣工。鉄筋コンクリート造。外観はロマネスク様式を基調とし、スペイン風の円形ドームは、スパニッシュ・コロニアル・リバイバル建築という、1910年 - 20年代にカリフォルニア州で流行した、スペイン統治時代の建築様式の復興を試みたスタイルを模倣したものである。
太平洋戦争末期の1945年（昭和20年）6月、豊橋空襲で市が大きな被害を受けた際には焼け残ったため、豊橋市役所の機能が移転したほか、1948年（昭和23年）から1952年（昭和27年）までは豊橋中央公民館として、1969年（昭和44年）から1979年（昭和54年）までは1階部分が市民窓口センターに使用された。その後、新たに中央公民館が設置されたため、再び公会堂に戻り現在に至る。
講堂客席部を中心に改修を続けてきたが、外観はもちろん、ほとんどのドアや窓サッシ等は当時のままである。戦中に供出された金物も一部復元され、正面外観を飾っている。

## 施設概要
- 構造：鉄筋コンクリート造3階建
- 規模：敷地面積4,039.22平方メートル
- 延床面積：2,945.27平方メートル
- 開設：1931年（昭和6年）8月24日
- 大ホール：客席601席（2階：469席、3階：132席）

## 歴史
- 1921年（大正10年）10月 - 名古屋電燈株式会社と豊橋電気株式会社の合併に際して公会堂建設資金の寄付が決定する。
- 1922年（大正11年）8月 - 臨時市議会で公会堂建設の計画が提出されるも、翌月の市議会騒擾事件の影響で一時頓挫した。
- 1928年（昭和3年）9月 - 市議会で「大典奉祝記念として公会堂を建設する」との議決で建設が決定。
- 1930年（昭和5年）7月 - 着工。
- 1931年（昭和6年）8月 - 市制施行25周年に合わせて公会堂が完成。建設費は、当時の金額で約17万円。
- 1945年（昭和20年）6月 - 豊橋空襲に伴い、仮市役所としての利用が開始（1946年1月まで）。
- 1946年（昭和21年）10月21日 - 昭和天皇が行幸、屋上から戦災復興中の市内を展望[7]。
- 1948年（昭和23年）10月 - 「豊橋中央公民館」の名称で利用が開始（1952年10月まで）。
- 1969年（昭和44年）9月 - 1階を「市民窓口センター」として利用が開始（1979年2月まで）。
- 1970年（昭和45年）11月24日 - 第5回全日本ホルスタイン共進会の褒賞式。秩父宮勢津子妃が御成り[8]。
- 1998年（平成10年）9月 - 国の登録有形文化財に登録。
- 1999年（平成11年） - 外壁等の大規模改修工事を開始。
- 2000年（平成12年）1月 - 改修工事が完了。

## 交通手段
- 豊橋鉄道東田本線 市役所前停留場下車、徒歩ですぐ。